# Cycle de Roland furieux du château d'Effiat
Le cycle de Roland furieux du château d'Effiat est une série de douze tableaux réalisés par un peintre anonyme entre 1625 et 1632. De format horizontal, ces peintures à l'huile exécutées sur toile sont des illustrations de Roland furieux, le poème épique de L'Arioste. En provenance du château d'Effiat, à Effiat, elles sont conservées depuis 1952 au musée d'Art Roger-Quilliot, à Clermont-Ferrand, également dans le Puy-de-Dôme.

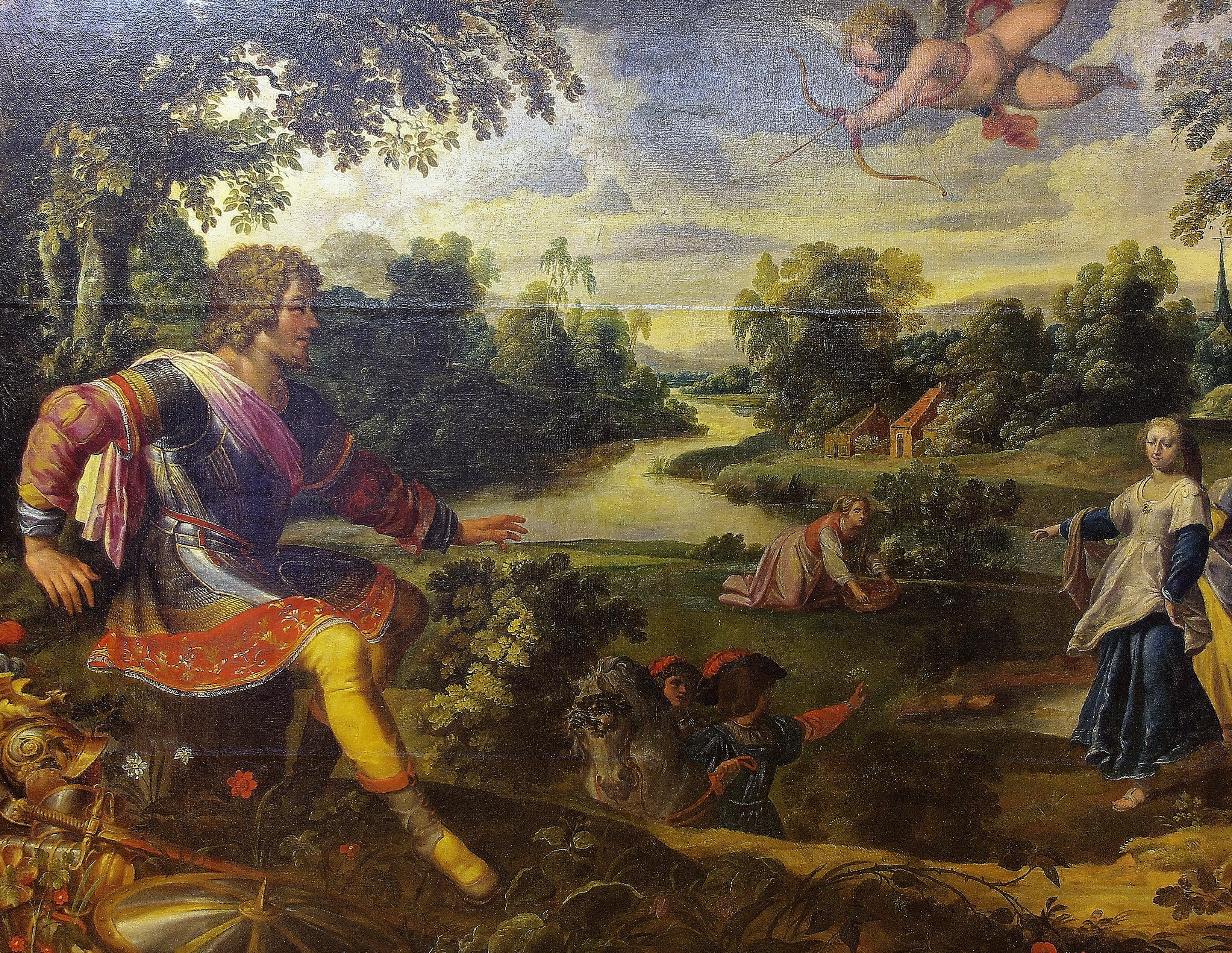
Angélique apparaît en songe à Roland – Musée d'Art Roger-Quilliot, Clermont-Ferrand.
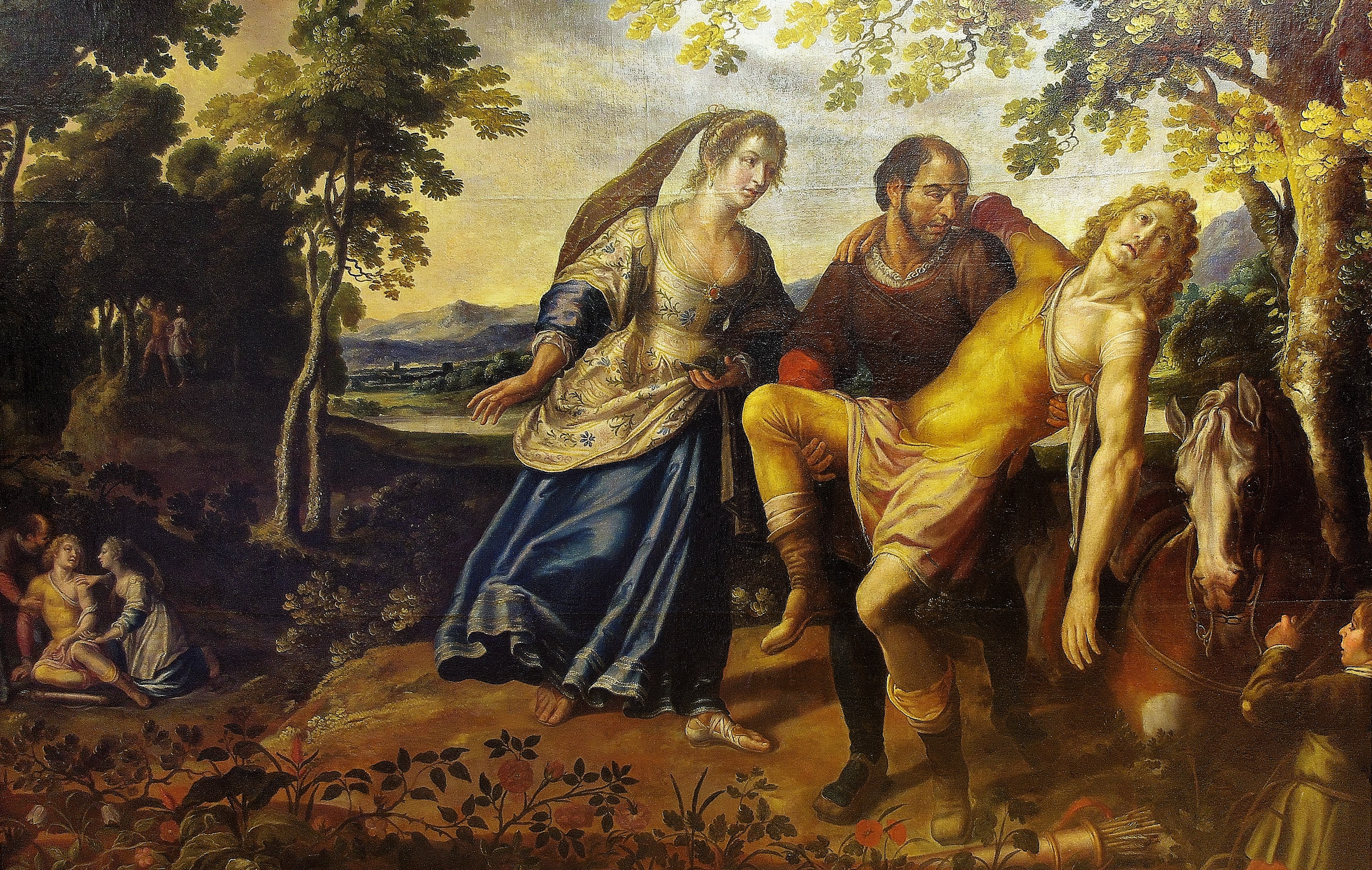
Angélique fait monter Médor sur le cheval d'un berger – Musée d'Art Roger-Quilliot, Clermont-Ferrand.